# Azygia longa
Azygia longa is een soort in de taxonomische indeling van de platwormen (Platyhelminthes). De worm is tweeslachtig en kan zowel mannelijke als vrouwelijke geslachtscellen produceren.
De platworm behoort tot het geslacht Azygia en behoort tot de familie Azygiidae. De wetenschappelijke naam van de soort werd voor het eerst geldig gepubliceerd in 1851 door Joseph Leidy als Distomum longum.
Azygia longa is een endoparasiet op vissen. De exemplaren waarover Joseph Leidy beschikte waren aangetroffen in de muil van een muskellunge (Esox estor) uit de Grote Meren in Cleveland (Ohio).

## Synoniemen
- Azygia bulbosa Goldberger, 1911[2][3]
- Azygia sebago Ward, 1910[3][4]
- Hassallius hassalli Goldberger, 1911[2][3]